# Gaios Skordilīs
Gaios Skordilīs (in greco Γάιος Σκορδίλης?; Corfù, 6 dicembre 1987) è un cestista greco.

## Carriera
Con la Grecia under 26 ha disputato i Giochi del Mediterraneo di Pescara 2009.

## Palmarès
- Campionato greco: 1

Panathinaikos: 2012-13
- Coppa di Grecia: 1

Panathinaikos:	2012-13